# Déreion
Déreion ou Dereium (en grec ancien : Δέρειον), également connue sous le nom de Dera (Δέρα) ou Derrhion (Δέρριον), est une polis de Laconie. 

## Histoire
Pausanias écrit qu'elle se trouve sur le mont Taygète, non loin de Lapithaion, et à 20 stades de Harplées,. Il déclare qu'à son époque, Déreion possède une image publique d'Artémis appelée Déreatis et une source appelée Anonus,.
Son emplacement est inconnu.